# ヒーローラッツ
ヒーローラッツは、タンザニアに本拠を置く社会的企業APOPOが育成している、地雷除去、結核の拡散予防等、人道的活動に貢献できるよう特別に嗅覚を訓練されたネズミたちのことである。アフリカン・ジャイアント・ポーチド・ラット（アフリカオニネズミ）と呼ばれるアフリカ原産の大型のネズミが用いられている。ベルギーの実業家、バート・ウェーチェンスが創業し、盟友であるクリストファー・コックスと共同で経営している。
ヒーローラッツの特色は、アフリカ地域が抱える人道上の問題に対し、アフリカにある資源を用いながら、アフリカの人間の手によって育成・展開可能な、低コストで、しかし他の地雷探知技術と同レベルの成果を上げることが期待される、全く新しい地雷探査の技術を提供しているという点である。近年では、訓練されたネズミの嗅覚を利用して、人々の唾液から結核菌を検出する技術の開発も進められており、既にタンザニアの5か所の病院にて実用段階に入っている。ヒーローラッツは、人間社会が抱える人道的な問題、危険に対して、ネズミの嗅覚という新しい解決を提案するものである。
日本においても、社会的企業を取り扱うニュース番組の他、「世界一受けたい授業」「とくダネ」などの高視聴率番組でも度々取り上げられている。現地にてコンサルティング業務に関わったオックスフォード大学の卒業生が、日本語によるコミュニケーションのコーディネートを担当している。
2011年6月、ヒーローラッツのキャラクターが刺繍された五本指の靴下、及びAPOPOのオフィシャル・ロゴが入ったスニーカー用の靴下が発売された。
2012年9月、Yahoo!の募金サイトにおいて、壁紙を購入する形での寄付を行えるようになった。